# Геологическая формация
Геологическая формация (от лат. formatio — образование) — природная совокупность горных пород со сходными условиями образования. Изучается в литологии.

## Описание
Формации обычно имеют толщину в сотни метров или километры и распространяются на площадях, измеряемых тысячами квадратных километров.
Выделяют магматические, метаморфические, метасоматические, осадочные (в том числе угленосные, нефтегазоносные) формации.
Также геологами выделяются рудные, алмазоносные и другие формации, связанные с полезными ископаемыми.
Иерархия:
- Горная порода — Фация — Формация — Земная кора

## История
Термин был предложен в XVIII веке немецким геологом Г. Фюкселем, который применял его для обозначения слоёв осадочных пород (таких, как древний красный песчаник, европейский писчий мел). Этот смысл сохранился в английском языке (в основном, в США). В русском языке для этого значения применяется термин «геологическая свита».
Термин же «формация» в России постепенно приобрёл парагенетический смысл (устойчивое сочетание типов горных пород, связанное с повторяемостью их образования), начиная с работы Ф. Ю. Левинсон-Лессинга об Олонецкой диабазовой формации (1888) — «Петрографическая формация».
В СССР разработкой теории геологической формации в 1940—1950-е годы занимались в основном: Шатский, Николай Сергеевич, Херасков, Николай Павлович, Попов, Владимир Иванович, Вассоевич, Николай Брониславович, Страхов, Николай Михайлович и Рухин, Лев Борисович.